# Altrichthys curatus
Altrichthys curatus är en fiskart som beskrevs av Allen, 1999. Altrichthys curatus ingår i släktet Altrichthys och familjen Pomacentridae. Inga underarter finns listade i Catalogue of Life.